# PTXmas
| Đánh giá chuyên môn | Đánh giá chuyên môn |
| Nguồn đánh giá      | Nguồn đánh giá      |
| Nguồn               | Đánh giá            |
| ------------------- | ------------------- |
| Allmusic            | [ 1 ]               |

PTXmas là đĩa mở rộng thứ hai của nhóm nhạc a cappella Pentatonix. EP được phát hành để tải kĩ thuật số vào ngày 12 tháng 11 năm 2012, và để mua trực tiếp vào ngày 13 tháng 11 năm 2012. Phiên bản cao cấp phát hành vào ngày 19 tháng 11 năm 2013 với 2 bài hát thêm.
EP này là album Giáng Sinh bán chạy thứ sáu trong năm 2013 với doanh số là 168.000 bản tính đến tháng 10 năm 2014. Tính đến cuối năm 2014, EP này đã bán được 356.000 bản. Tính đến ngày 23 tháng 10 năm 2015, EP đã bán được 385.719 bản.

## Danh sách và thứ tự các bài hát
| STT              | Nhan đề                                                   | Thời lượng |
| ---------------- | --------------------------------------------------------- | ---------- |
| 1.               | "Angels We Have Heard on High"                            | 3:41       |
| 2.               | "O Come, O Come Emmanuel"                                 | 3:35       |
| 3.               | "Carol of the Bells"                                      | 3:13       |
| 4.               | "The Christmas Song (Chestnuts Roasting on an Open Fire)" | 3:43       |
| 5.               | "O Holy Night"                                            | 2:25       |
| 6.               | "This Christmas"                                          | 4:23       |
| Tổng thời lượng: | Tổng thời lượng:                                          | 21:00      |

| Bài hát thêm cho phiên bản cao cấp | Bài hát thêm cho phiên bản cao cấp | Bài hát thêm cho phiên bản cao cấp |
| STT                                | Nhan đề                            | Thời lượng                         |
| ---------------------------------- | ---------------------------------- | ---------------------------------- |
| 7.                                 | "Little Drummer Boy"               | 4:15                               |
| 8.                                 | "Go Tell It on the Mountain"       | 3:03                               |
| Tổng thời lượng:                   | Tổng thời lượng:                   | 28:18                              |

## Vị trí trên các bảng xếp hạng
| Bảng xếp hạng (2013–14)              | Vị trí cao nhất |
| ------------------------------------ | --------------- |
| Australian Albums (ARIA)             | 78              |
| Album Áo (Ö3 Austria)                | 36              |
| Album New Zealand (RMNZ)             | 35              |
| Album Hoa Kỳ Billboard 200           | 7               |
| Album Hoa Kỳ Digital (Billboard)     | 1               |
| Album Hoa Kỳ Top Holiday (Billboard) | 3               |
| Album Hoa Kỳ Independent (Billboard) | 5               |

| Bảng xếp hạng (2014)          | Vị trí |
| ----------------------------- | ------ |
| US Billboard Catalogue Albums | 8      |
| US Billboard 200              | 119    |